# Dallecker bei Hohenzell
Dallecker bei Hohenzell este o arie protejată (arie specială de conservare — SAC, sit de importanță comunitară — SCI) din Germania întinsă pe o suprafață de 83,45 ha, integral pe uscat.

## Localizare
Centrul sitului Dallecker bei Hohenzell este situat la coordonatele 50°18′27″N 9°33′22″E / 50.3075°N 9.5561°E.

## Înființare
Situl Dallecker bei Hohenzell a fost declarat sit de importanță comunitară în noiembrie 2004 pentru a proteja un număr necunoscut de specii din flora spontană și fauna sălbatică aflate în arealul zonei. Situl a fost protejat și ca arie specială de conservare în martie 2008.

## Biodiversitate
Situată în ecoregiunea continentală, aria protejată conține 1 habitat natural: Păduri de fag Asperulo-Fagetum.
La baza desemnării sitului se află un număr nedeclarat de specii protejate.